# みやこ町
 みやこ町（みやこまち）は、福岡県の北東部に位置する町。京都郡に属す。

## 地理
福岡県の北東部、行橋市の南西側に位置し筑豊地方と隣接する。旧犀川町南部は谷や山地が多く、冬場は積雪しやすいため以前は野峠周辺にスキー場もあった。行橋市に隣接する地域や旧豊津・勝山町域は京都平野の田園地帯であり、今川や祓川が流れる。また北部はカルスト台地の平尾台となっている。地理的にも交通の要所であり、福岡〜行橋を結ぶ国道201号が東西に延びる。筑豊地方との分水嶺である仲哀峠を新仲哀トンネル（1,365m）が貫き、毎日多くの自動車が行き交う。近年は東九州自動車道（椎田道路）が整備された事により北九州〜大分へのアクセスが格段に容易となった。

### 山地
- 仲哀峠 （国道201号） - 筑豊地方と京築地域を結ぶ交通の要所である。旧道沿いの仲哀公園は桜の名所として知られる。
- 味見峠 （福岡県道64号苅田採銅所線） - 仲哀峠の北に位置し、仲哀峠と同様に筑豊と京築地域を結ぶ交通の要所である。
- 大坂山 （福岡県道204号田川犀川線） - 大坂山には行橋中継局が設置されており、福岡県内のテレビ放送、FM局の中継拠点として1965年（福岡放送は1969年・TVQ九州放送は1993年）に設置された。今日でも京築地域・田川市郡にかけて電波を送信している。しかしながら、同じ町内の旧犀川町南部と豊津地区の一部では電波が届きにくいため、小規模中継局である豊津中継局で補っている地域もある。
- 平尾台 （福岡県道28号直方行橋線）（北九州市小倉南区と隣接）
- 野峠 （国道496号）（大分県境）

### 二級河川
- 今川
- 祓川

### 隣接している自治体・行政区
- 福岡県
  - 北九州市（小倉南区）
  - 行橋市
  - 築上郡
    - 築上町

  - 田川郡
    - 香春町
    - 添田町
    - 赤村
- 大分県
  - 中津市

### 主要都市までの距離
- 旧勝山町から
  - 福岡市 - 70km
  - 北九州市 - 25km
  - 行橋市 - 7km
  - 田川市 - 15km
  - 中津市 - 30km

## 歴史
みやこ町は歴史的に重要な遺跡や遺物などが数多く発見されている。豊前国の国府跡や国分寺跡も豊津地区で発見されており、豊前国の中心地だったとされている。現在、国府跡地は豊前国府跡公園として整備されている。
1866年、長州藩の第二次長州征伐により攻撃を受けた小倉藩が小倉城に火を放ち、城から撤退。のち小倉藩は藩庁を現在の旧豊津町に新設した。豊津陣屋。1871年の廃藩置県で豊津県の県庁が置かれたが、同年内に小倉県に編入され、のちに小倉県が福岡県に編入されたため福岡県内に組み入れられた。
1876年に起こった秋月の乱において戦場となった。このとき戦死した士族の墓は現在、「秋月党戦士の墓」として残っている。

### 近現代
- 1889年4月1日 町村制施行に伴い、現在の町域にあたる以下の町村が発足。
  - 京都郡諫山村・久保村・黒田村
  - 仲津郡豊津村・祓郷村・節丸村・東犀川村・西犀川村・南犀川村
- 1896年4月1日 郡制施行に伴い、京都郡・仲津郡の区域をもって改めて京都郡が発足。
- 1905年2月1日 京都郡東犀川村・西犀川村・南犀川村が対等合併。犀川村となる。
- 1943年2月11日 犀川村が町制施行。犀川町となる。
- 1943年4月10日 豊津村・節丸村が対等合併し、新村制による豊津村が発足。
- 1955年3月1日
  - 豊津村・祓郷村が対等合併し町制施行。豊津町が発足。祓郷村の一部の地区は行橋市に編入。
  - 諫山村・久保村・黒田村が対等合併し町制施行。勝山町が発足。
- 1956年9月30日 京都郡城井村・伊良原村を犀川町に編入。
- 2006年3月20日 豊津町・犀川町・勝山町の3町が対等合併し、みやこ町が発足。町名は郡名に因む。

### 市町村合併
当初2003年から行橋市と築上郡椎田町・築城町（現在は築上町）を含む6市町で法定合併協議会を設けて協議してきたが、2003年11月、旧築城町の離脱で破談となり、旧椎田町・旧築城町を除く4市町で合併勉強会を発足させるが議員定数で意見が対立したため合併勉強会は解散した。その後、京都郡3町で合併協議会を設け、新役場の位置などで協議が紛糾した事もあったが、3町での合併に至った。

### 歴代町長
1. 白石春夫（2006年4月23日－2010年4月22日）1期
2. 井上幸春（2010年4月23日－2022年4月22日）3期

## 行政

### 町長
- 内田直志（1期目）
- 任期：2026年4月22日

### 町議会
- 定数：14人
- 任期：2023年4月30日

### 支所・出張所
- 豊津支所（豊津）
- 犀川支所（犀川本庄）
- 伊良原出張所（犀川下伊良原）

### 警察
- 福岡県警察行橋警察署
  - 犀川駐在所（さいがわ・犀川本庄442番地）
  - 城井駐在所（きい・犀川木井馬場2291番1号）
  - 諌山駐在所（いさやま・勝山岩熊595番5号）
  - 黒田駐在所（くろだ・勝山黒田1464番5号）
  - 久保駐在所（くぼ・勝山大久保2169番3号）
  - 豊津駐在所（とよつ・豊津343番1号）
  - 祓郷駐在所（はらいごう・呰見1742番地）

### 消防
- 京築広域圏消防本部
  - 豊前消防署（豊前市）
    - 京都分署（豊津1537-1）
    - 勝山出張所（勝山大久保2208-1）

### 公共施設
- 文化・教育施設
  - サン・グレートみやこ（勝山黒田86-1）
  - 中央図書館（豊津1122-12）
  - 歴史民俗博物館（豊津1122-13）
  - ユータウン犀川（犀川本庄323-2）
  - 本庄地区学習等供用施設（犀川本庄644）
  - いこいの里（犀川古川50）
- 福祉施設
  - 豊津福祉センター「すどりの里」（豊津2174-1）
- スポーツ施設
  - 勝山運動公園（勝山宮原378-1）
  - 勝山体育館（勝山上田976）
  - 豊津陸上競技場（国分1205）
  - 豊津グラウンド（豊津1113）
  - 豊津体育館（豊津1099-1）
  - 犀川運動公園（犀川末江500-3）
  - 犀川体育館（犀川本庄641-1）

### その他
- 国の出先機関
  - 防衛省航空自衛隊 第2高射群第8高射隊（築城基地豊津地区）

### 選挙区
- 衆議院：福岡県第11区
- 福岡県議会：京都郡選挙区

## 地域

### 人口
| |                                          |  |
| みやこ町と全国の年齢別人口分布（2005年） | みやこ町の年齢・男女別人口分布（2005年） |  |
| ■紫色 ― みやこ町 ■緑色 ― 日本全国 | ■青色 ― 男性 ■赤色 ― 女性                |  |
| みやこ町（に相当する地域）の人口の推移 \| 1970年（昭和45年） \| 25,063人 \| \| \| 1975年（昭和50年） \| 25,090人 \| \| \| 1980年（昭和55年） \| 26,073人 \| \| \| 1985年（昭和60年） \| 26,117人 \| \| \| 1990年（平成2年） \| 25,423人 \| \| \| 1995年（平成7年） \| 24,689人 \| \| \| 2000年（平成12年） \| 23,767人 \| \| \| 2005年（平成17年） \| 22,898人 \| \| \| 2010年（平成22年） \| 21,572人 \| \| \| 2015年（平成27年） \| 20,243人 \| \| \| 2020年（令和2年） \| 18,825人 \| \| |                                          |  |
| 総務省統計局 国勢調査より |                                          |  |
| 1970年（昭和45年） | 25,063人                                 |  |
| 1975年（昭和50年） | 25,090人                                 |  |
| 1980年（昭和55年） | 26,073人                                 |  |
| 1985年（昭和60年） | 26,117人                                 |  |
| 1990年（平成2年） | 25,423人                                 |  |
| 1995年（平成7年） | 24,689人                                 |  |
| 2000年（平成12年） | 23,767人                                 |  |
| 2005年（平成17年） | 22,898人                                 |  |
| 2010年（平成22年） | 21,572人                                 |  |
| 2015年（平成27年） | 20,243人                                 |  |
| 2020年（令和2年） | 18,825人                                 |  |

### 経済圏・生活圏
経済・文化面等で行橋市との結び付きが強い町で、行橋市の経済圏、生活圏に属する。市外局番は「0930」で行橋市・築上町と同一。また 北九州市への通勤・通学圏内で、2000年国勢調査では旧豊津町、犀川町、勝山町ともに北九州都市圏の10％通勤圏に属す。なお、町域が歪な形をしており、豊津地区中心部と勝山地区中心部を行き来する場合、行橋市を経由するルートが最短となる。犀川地区中心部から勝山地区中心部に行き来する最短ルートは峠道となっている（現在ではトンネルが完成している）。

### 地名
旧豊津町のみ「みやこ町」に続き大字を表示し、それ以外の2町は合併前の町名に合わせ大字の前に「犀川」「勝山」を冠している。 
旧豊津町
- 彦徳(旧豊津村)
- 国分(旧豊津村)
- 豊津(旧豊津村)
- 上坂(旧節丸村→豊津村)
- 上原(旧節丸村→豊津村)
- 節丸(旧節丸村→豊津村)
- 光冨(旧節丸村→豊津村)
- 吉岡(旧節丸村→豊津村)
- 呰見(旧祓郷村)
- 綾野(旧祓郷村)
- 有久(旧祓郷村)
- 国作(旧祓郷村)
- 下原(旧祓郷村)
- 惣社(旧祓郷村)
- 田中(旧祓郷村)
- 徳政(旧祓郷村)
- 徳永(旧祓郷村)

犀川
- 鐙畑
- 生立
- 大熊
- 大坂
- 大村
- 上高屋
- 喜多良
- 木山
- 崎山
- 下高屋
- 末江
- 続命院
- 谷口
- 花熊
- 久富
- 古川
- 本庄
- 八ツ溝
- 柳瀬
- 山鹿
- 犬丸(旧城井村)
- 内垣(旧城井村)
- 木井馬場(旧城井村)
- 横瀬(旧城井村)
- 扇谷(旧伊良原村)
- 上伊良原(旧伊良原村)
- 下伊良原(旧伊良原村)
- 帆柱(旧伊良原村)

勝山
- 池田(旧諌山村)
- 岩熊(旧諌山村)
- 浦河内(旧諌山村)
- 長川(旧諌山村)
- 宮原(旧諌山村)
- 矢山(旧諌山村)
- 大久保(旧久保村)
- 松田(旧久保村)
- 上田(旧黒田村)
- 上黒田(旧黒田村)
- 下黒田(旧黒田村)
- 中黒田(旧黒田村)
- 箕田(旧黒田村)

### 市外局番
- 町内全域「0930」（行橋MA）
  - 勝山・豊津地区「0930-3X-XXXX」
  - 犀川地区「0930-4X-XXXX」

### 郵便番号
- 「824-xxxx」

## 教育・保育

### 高等学校
- 福岡県立育徳館高等学校（2007年に豊津高等学校から校名を改称）

### 中学校
- 町立
  - 勝山中学校
  - 犀川中学校
  - 伊良原中学校
  - 豊津中学校
- 県立
  - 育徳館中学校（県立中高一貫教育校）

### 小学校
- 町立
  - 黒田小学校
  - 久保小学校
  - 諌山小学校
  - 豊津小学校
  - 祓郷小学校
  - 節丸小学校（令和３年度をもって閉校）
  - 犀川小学校
  - 上高屋小学校（令和元年度をもって閉校）
  - 柳瀬小学校（令和元年度をもって閉校）
  - 城井小学校（令和元年度をもって閉校）
  - 伊良原小学校

### 幼稚園
- 私立
  - のびのび幼稚園
  - 認定子ども園太陽の森

### 保育園
- 公立
  - 久保保育所
  - 豊津保育所
  - 犀川保育所

- 私立
  - いさやま保育園
  - 城井保育園
  - 犀川のぞみ保育園
  - 飛龍保育園
  - 祓郷保育所

## 経済・産業
- 農業が盛んである。

### 商業
豊津地区、犀川地区などに小規模商業地が点在する程度で商業の集積は少ない。国道201号や福岡県道58号椎田勝山線の沿道にコンビニエンスストア、飲食店、スーパーマーケットが点在する。
- コメリ豊津店
- マルショク豊津店
- ナフコ豊津店
- 森の輪Town（豊津）
- 採れたて市場 美夜古かつ山（勝山）
- よってこ四季犀館（犀川）

### 特産品
- 勝山米
- タケノコ

### 公営競技
- ボートレースチケットショップ勝山（旧・ボートピア勝山）

## 名所・史跡
- 豊津地区
  - 豊前国府跡公園（豊前国の国府があったとされている。）
  - 豊前国分寺三重塔
  - 思永館
  - 八景山自然公園
  - 小笠原神社
- 犀川地区
  - 大坂山
  - 第二石坂トンネル（国の登録有形文化財）
- 勝山地区
  - 綾塚古墳（国の史跡）
  - 橘塚古墳（国の史跡）
  - 扇八幡古墳（福岡県指定史跡）
  - 菩提廃寺（福岡県指定史跡）
  - 観音堂（胸の観音）
  - 仲哀公園（桜の名所）
  - 障子ヶ岳城址
  - 平尾台（カルスト台地）
  - 旧仲哀トンネル（国の登録有形文化財）

## 交通
町内を走る平成筑豊鉄道（旧田川線）は、かつては筑豊炭田からの石炭の輸送を担っていた。現在は、筑豊炭田は全て閉山してしまったため、輸送量は大幅に減少している。しかし、歴史的に重要な建造物が未だに残っており、赤村境の第二石坂トンネルは九州最古の鉄道トンネルである。第二石坂トンネルは1999年に国の登録有形文化財に登録されている。

### 鉄道
- 平成筑豊鉄道田川線

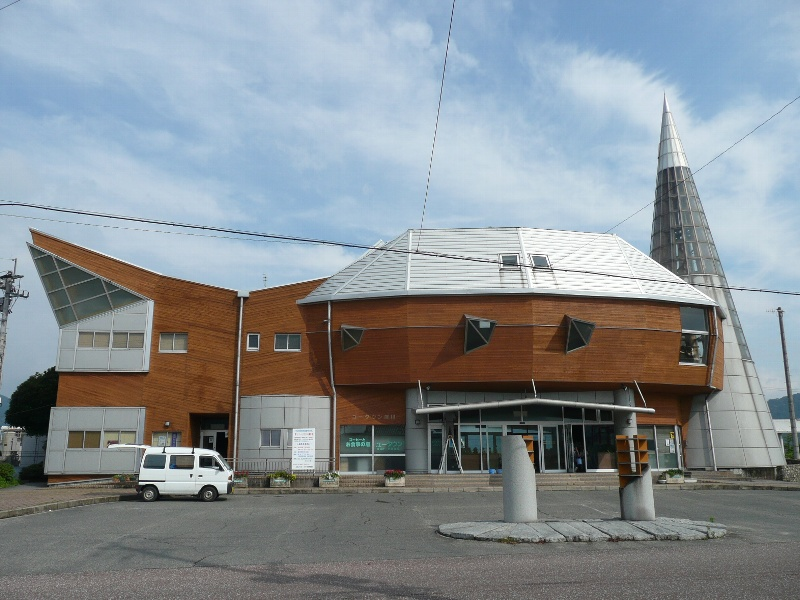
犀川駅

  - 新豊津駅 - 東犀川三四郎駅 - 犀川駅 - 崎山駅

JR日豊本線では旧勝山・犀川町からは行橋駅（行橋市）、旧豊津町からは新田原駅（行橋市）または築城駅（築上町）が最寄りである。また、平成筑豊鉄道豊津駅は隣接する行橋市矢留に位置する。

### バス
- 太陽交通 - 行橋市と旧勝山町域を結ぶ路線、行橋市と旧豊津町域を結ぶ路線、行橋市から旧勝山町域を経て香春町に至る路線、築上町と旧勝山町域を結ぶ路線を運行している。
  - 新豊津駅 - 豊津支所
  - 行橋駅 - ゆめタウン行橋 - 宮ノ杜 - 新町入口（旧勝山町域）
  - ゆめタウン行橋 - 行橋駅 - 小長田 - 新勝山 - 新町入口 - 新仲哀トンネル - 道の駅香春 - 香春町役場
  - ゆめタウン行橋 - 行橋駅 - 豊津入口 - 豊津支所 - 木井馬場
  - 築城駅 - 呰見（あざみ） - 豊津入口 - 豊津支所
- 福祉バス「すどり号」 - 豊津福祉センター「すどりの里」と旧豊津町域内各地を結ぶ。運賃無料。

かつては現在の町域の各地に西鉄バスが運行されていたが、みやこ町成立以前の2000年代にすべて廃止され、行橋市と当時の勝山町・豊津町を結ぶ路線は太陽交通に引き継がれ、犀川駅と犀川町南部の山間部を結ぶ路線は犀川タクシーに委託運行する乗合タクシー「さいがわミニバス」として引き継がれた。その後、みやこ町では町内の利用者の自宅と各種施設の間を運行する「みやこ町あいのりタクシー」を町内全域で運行開始し、2022年3月31日限りで「さいがわミニバス」は廃止された。

### 道路
町内には国道10号、国道496号、国道201号などの主要国道が延びており、国道10号経由で北九州市・行橋市・大分方面、国道201号経由で田川市・福岡市方面、国道496号経由で日田市方面へのアクセスが容易である。
町内にある東九州自動車道 みやこ豊津インターチェンジは2014年12月13日に開通した。開通前は東九州自動車道 行橋インターチェンジ、大分自動車道 日田インターチェンジなどが最寄りICであった。

#### 高速道路
高速自動車国道、高速自動車国道に並行する一般国道自動車専用道路
- E10 東九州自動車道（椎田道路の有料区間を含む）
  - （行橋市） - (3) みやこ豊津IC - （築上町）
- 椎田道路（無料区間）
  - 徳永交差点 - みやこ豊津IC

#### 一般国道
- 国道10号
- 国道201号
- 国道496号
- 国道500号

#### 県道
- 主要地方道
  - 福岡県道32号犀川豊前線
  - 福岡県道34号行橋添田線
  - 福岡県道58号椎田勝山線
  - 福岡県道64号苅田採銅所線
- 一般県道
  - 福岡県道201号犀川豊津線
  - 福岡県道204号田川犀川線
  - 福岡県道238号豊津椎田線
  - 福岡県道239号木井馬場犀川停車場線
  - 福岡県道240号下深野犀川線
  - 福岡県道241号津野犀川線
  - 福岡県道242号大久保犀川線
  - 福岡県道243号節丸新田原停車場線
  - 福岡県道252号大久保行橋線
  - 福岡県道253号上矢山中黒田線
  - 福岡県道292号津野帆柱線

### 空港
最寄り空港は北九州空港（北九州市・苅田町沖）。

## みやこ町出身の著名人
★は故人
- 岩垂邦彦（NEC創業者）★
- 葉山嘉樹（プロレタリア文学作家）★
- 堺利彦 （社会主義者・思想家・作家・小説家）★
- 大石千代子（小説家）★
- 吉田増蔵（漢学者）★
- 丸山孝彦（元幕内力士）
- 片岡功二（元プロサッカー選手）
- 柿本倫明（プロサッカー選手、松本山雅FC所属）
- 長野聡（プロサッカー選手、ギラヴァンツ北九州所属）
- 小宮豊隆（独文学者、文芸・演劇評論家）★
- 永井龍雲 (シンガーソングライター）
- 高原逸人（豊津村出身、高雄州知事、花蓮港庁長）★
- 阿部正寿（政治活動家、世界戦略総合研究所会長）